# Milan Marčić
Milan Marčić (Kirin Serbia: Милан Марчић; sinh ngày 14 tháng 3 năm 1996) là một cầu thủ bóng đá Serbia, thi đấu cho FK Javor Ivanjica.

## Sự nghiệp câu lạc bộ
Sinh ra ở Zemun, Marčić khởi đầu sự nghiệp ở câu lạc bộ cùng tên, vượt qua các sự lựa chọn đội trẻ và gia nhập đội một lúc 17 tuổi. Sau đó anh cùng với đội trẻ Sao Đỏ Beograd, trước khi đến Bồ Đào Nha, và thi đấu cùng với Vitória Guimarães và Moreirense. Đầu năm 2016, Marčić gia nhập Borac Čačak và ra mắt tại SuperLiga trong những phút cuối cùng của trận đấu trước Spartak Subotica, diễn ra ngày 6 tháng 3 năm 2016. Vào mùa hè 2017, Marčić chuyển đến Covilhã.